# Go Fly

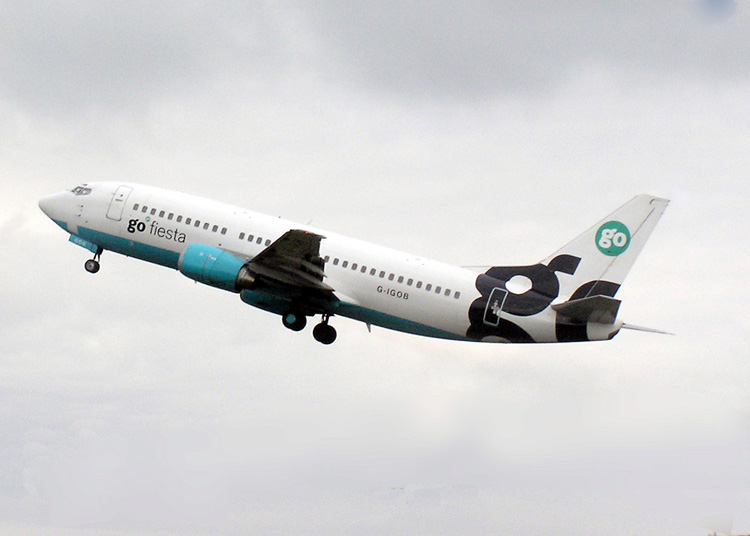
Boeing 737 Go Fly durante un sostenuto decollo

Go Fly Ltd. è stata una compagnia aerea a basso costo fondata, con un investimento di 25 milioni di lire sterline (valore dell'epoca), nel gennaio 1998 da British Airways. Evidente il desiderio del grande vettore britannico di contrastare l'insorgenza delle rivali a basso costo e di impiantarsi nell'aeroporto di Stansted, all'epoca in fase di crescita. Iniziò a volare il 22 maggio 1998 verso lo scalo di Roma-Ciampino, accompagnata da una grande fanfara di benvenuto e di onori sul campo. Per la flotta fu scelto un solo tipo di velivolo, l'ormai sperimentato Boeing 737. Nello stesso anno iniziò i servizi anche da Londra-Luton.
Nonostante l'energia profusa dall'amministratore delegato Barbara Cassani le perdite accumulate in quasi tre anni crearono una forte disillusione in British Airways che pensò bene di disfarsi della sussidiaria. Nel giugno 2001 la proprietà fu venduta ad un consorzio costituito ad hoc da dirigenti e dipendenti. Purtroppo era in agguato la recessione dell'economia mondiale che seguì il tragico attentato alle Torri Gemelle. Si profilava un collasso dell'azienda finché non intervenne un occhiuto concorrente: nell'estate 2002, dopo aver registrato una perdita di 21,8 milioni di sterline, Go Fly fu venduta a EasyJet. Il tempo di riaggiustare un poco le cose è la società fu completamente integrata a far data dal 30 marzo 2003.
Barbara Cassani ottenne per le proprie tasche 13 milioni di sterline e si dedicò ai Giochi Olimpici di Londra del 2012. Poi, tranquillamente, scivolò alla presidenza della spagnola Vueling nel settembre 2017.

## Flotta
Go Fly ha utilizzato esclusivamente bigetti Boeing 737 della serie 300.